# ساندویچ مرغ

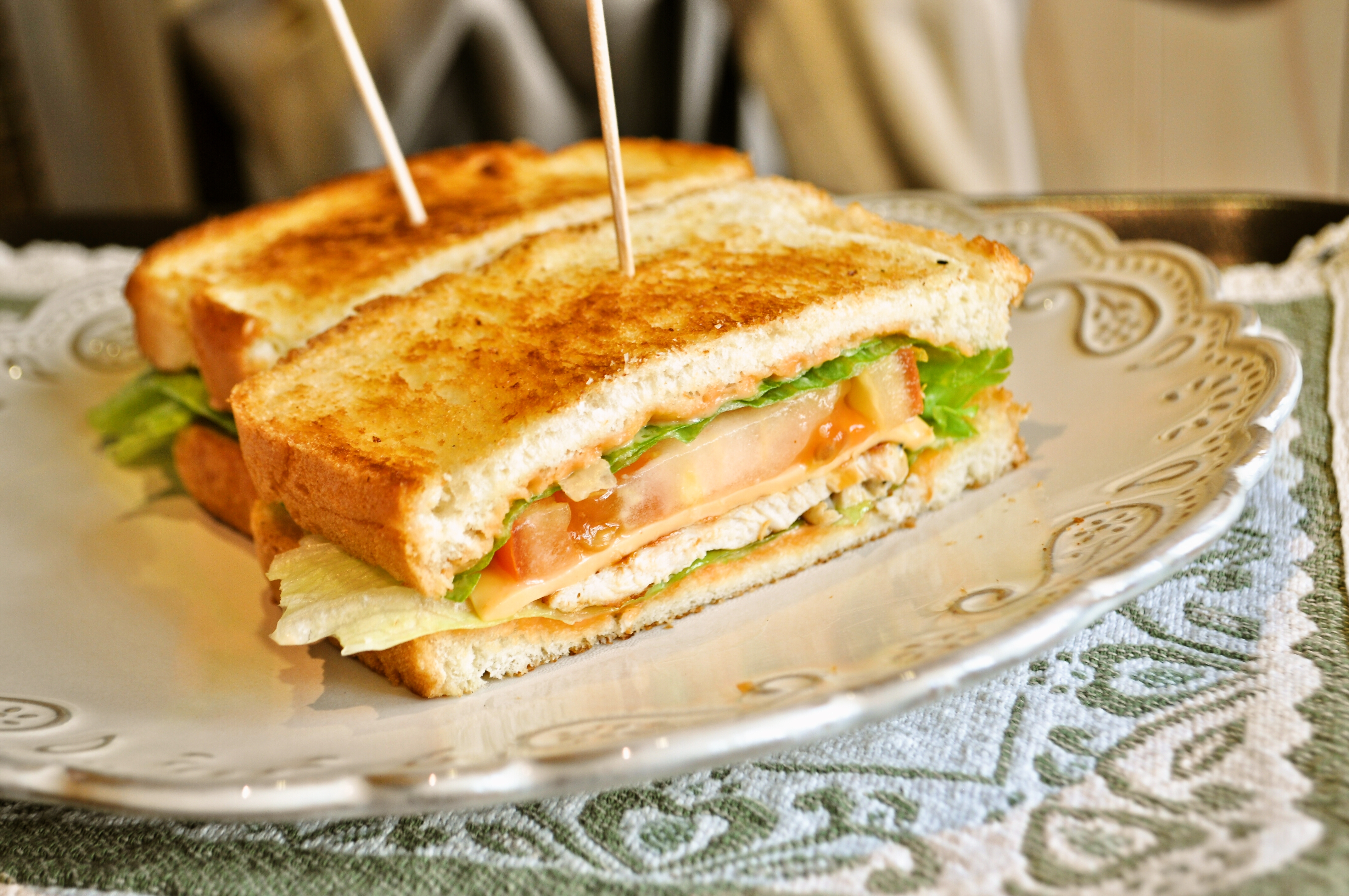
تصویری از یک ساندویچ سینه مرغ

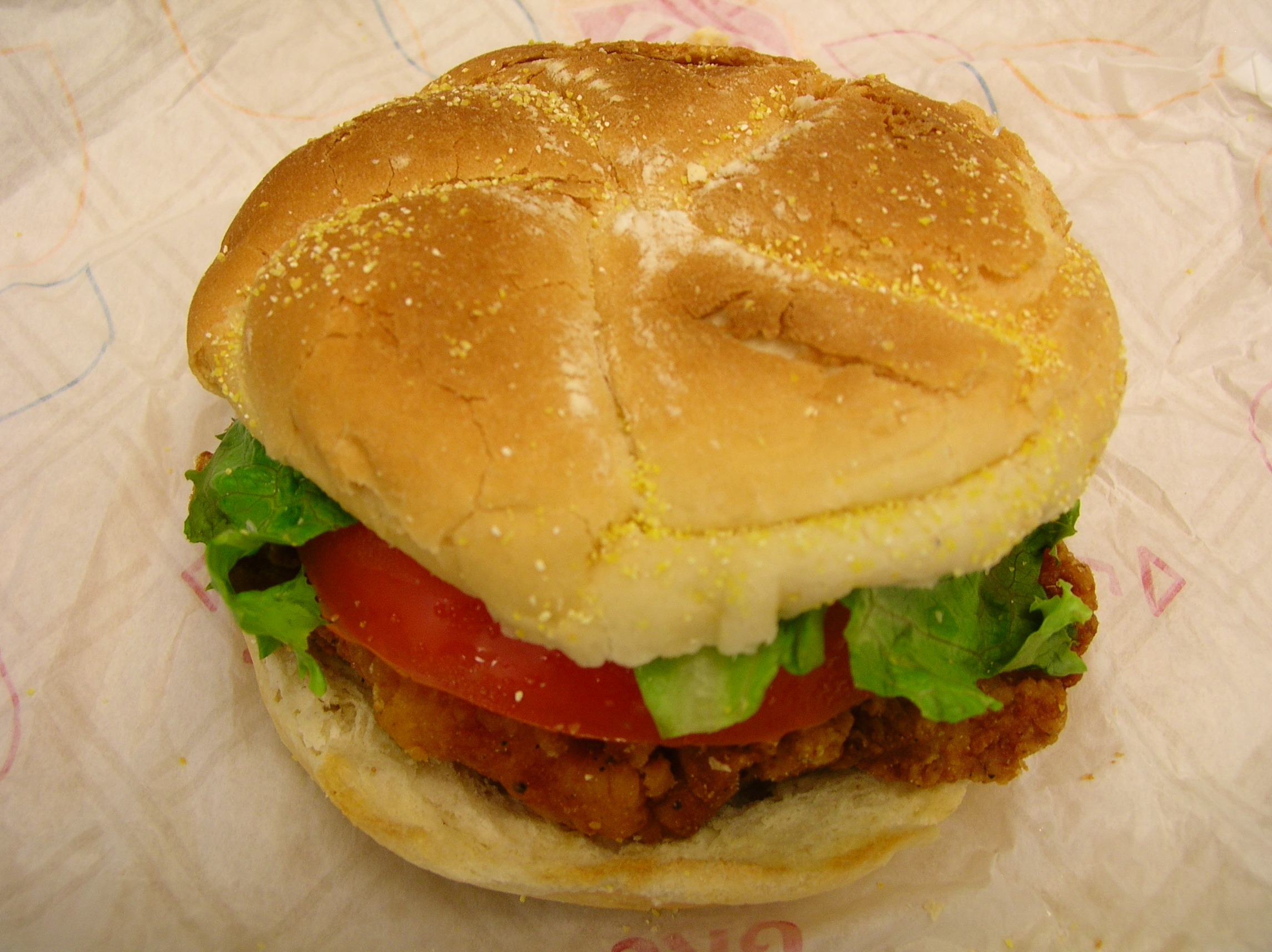
تصویری از یک برگر مرغ

ساندویچ مرغ یک ساندویچ بدون استخوان بدون پوست است و در واقع یکی از سالم‌ترین انواع ساندویچ است که با سینه مرغ، چاشنی و نان باگت درست می‌شود.
برای این ساندویچ معمولاً از سس تنوری به عنوان چاشنی استفاده می‌شود، اما در سال‌های اخیر استفاده از سس خردل و سس مایونز نیز محبوبیت پیدا کرده‌است. در این ساندویچ از گوجه فرنگی و کاهو نیز استفاده می‌شود. بسیاری از رستوران‌ها ممکن است به این ساندویچ بیکن، انواع پنیر مانند سوئیسی، آمریکایی، چدار، پرولون و پپر جک نیز اضافه کنند.

## جستار های وابسته
- جنگ‌های ساندویچ مرغ
- مک‌چیکن
- ساندویچ بولونیا
- ساندویچ بیکن